# Nannyjouren
Nannyjouren är ett svenskt TV-program där barnflickor åker hem till familjer och under en vecka hjälper dem med att hantera bråkiga barn. Programmet har sänts på TV 3.
Det finns även en bok baserad på TV-programmet Nannyboken - Våga vara förälder! utgiven av Bonnier Fakta.

## Medverkande
- Cathrine Nordwall
- Anne-Lie Arrefelt
- Eva Lija